# Cleveland-Street-Skandal

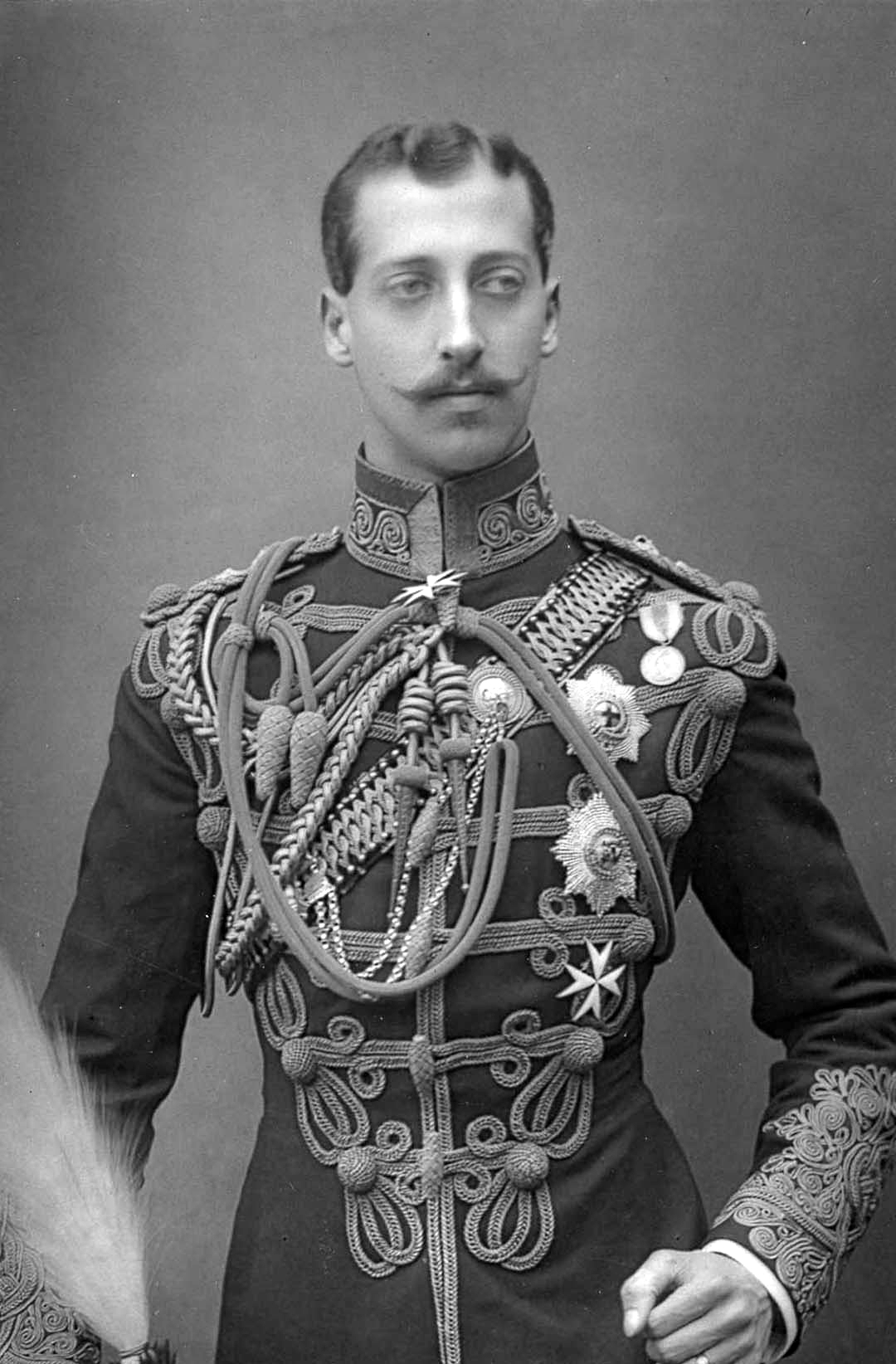
Prinz Albert Victor, Herzog von Clarence

Der Cleveland-Street-Skandal war ein gesellschaftlicher Skandal im viktorianischen Großbritannien. Der Skandal förderte die Vorstellung, dass männliche Homosexualität ein in aristokratischen Kreisen verbreitetes Laster sei, das die Jugendlichen der unteren Bevölkerungsschichten verderbe. Diese Auffassung wurde auch durch den Skandal von 1895 unterstützt, in den Oscar Wilde verwickelt war.
1889 wurde ein Bordell für Männer in der Cleveland Street in London von der Polizei entdeckt. Zu dieser Zeit waren sexuelle Handlungen zwischen Männern in Großbritannien gesetzlich verboten und wurden in weiten Teilen der Bevölkerung als sittliche Verfehlung wahrgenommen. Die Kunden des Bordells hatten bei Entdeckung sowohl die Verfolgung durch das Gesetz als auch gesellschaftliche Ächtung zu befürchten. Es gab das Gerücht, dass einer der Kunden Prinz Albert Victor, der Zweite in der britischen Thronfolge, sei. Offizielle Stellen waren an der Vertuschung beteiligt, die den Namen sowohl des Prinzen als auch anderer Würdenträger aus dem Skandal heraushalten sollten.
Einer der Kunden des Bordells, Lord Arthur Somerset, war Major in den Royal Horse Guards des Fürsten von Wales, jedoch gelang ihm – genau wie dem Besitzer des Bordells, Charles Hammond – die Flucht ins Ausland, ehe er aufgegriffen werden konnte. Die jugendlichen Prostituierten, die auch als Botenjungen für die Post arbeiteten, erhielten nur verhältnismäßig milde Strafen, während von ihren Freiern keiner verurteilt wurde. Nachdem die Geschichte in der Presse erschien, verklagte einer der angeblichen Kunden, der Earl of Euston Henry James FitzRoy, die Presse erfolgreich wegen Verleumdung und wusch seinen Namen rein. Der Name des Prinzen Albert Victor wurde in der britischen Presse nie erwähnt, aber nachdem sein Name in den Gerüchten um den Skandal aufgetaucht war, wurde Erstere von Biographen immer wieder gerne aufgegriffen.

## Männerbordell

Thomas Swinscow

Im Juli 1889 untersuchte der Polizist Constable Luke Hanks den Diebstahl einigen Bargeldes im zentralen Londoner Telegraphenbüro. Während der Untersuchung wurde bei dem 15 Jahre alten Botenjungen Charles Thomas Swinscow Bargeld gefunden. Der Wert des Geldes, 14 Schilling, entsprach damals mehreren Wochenlöhnen. Constable Hanks verdächtigte den Jungen, an dem Diebstahl beteiligt zu sein, und brachte ihn zum Verhör. Nach einigem Zögern gab Swinscow schließlich zu, das Geld als Stricher in einem Bordell in der Cleveland Street 19 verdient zu haben. Der Besitzer des Bordells sei ein gewisser Charles Hammond. Laut der Aussage des Jungen wurde er Hammond von Henry Newlove, dessen 18-jährigem Komplizen, vorgestellt. Er benannte außerdem zwei weitere Botenjungen, die ebenfalls für Hammond arbeiteten, George Wright und Charles Thickbroom, beide 17 Jahre alt. Die Aussagen von Wright und Thickbroom bestätigten die Informationen und mit diesen Ergebnissen konnte Constable Hanks auch ein Geständnis von Newlove erreichen.
Der Constable berichtete seinen Vorgesetzten von diesen Vorgängen, und der Fall wurde Chief Inspector Frederick Abberline übertragen. Abberline suchte das Bordell am 6. Juli auf, mit sich führte er einen Haftbefehl sowohl für Hammond wie auch Newlove wegen Vergehen gegen Abschnitt 11 des Criminal Law Amendment Act von 1885. Dieser Erlass stellte alle homosexuellen Akte zwischen Männern, auch den Versuch solcher Handlungen, unter Strafe, mit einem Strafmaß von bis zu zwei Jahren Zuchthaus mit oder ohne Zwangsarbeit. Abberline fand das Haus verschlossen vor, konnte aber Newlove im Haus seiner Mutter in Camden Town aufgreifen. Der Polizei gelang es auch, die anderen von Swinscow benannten Jungen in Gewahrsam zu nehmen.

## Namhafte Kunden
Newlove benannte sofort Lord Arthur Somerset, den königlichen Stallmeister des Fürsten von Wales, sowie den Earl of Euston und einen Oberst der Armee namens Jervois als Besucher des Hauses in der Cleveland Street. Eine Wache wurde vor dem nunmehr leeren Haus aufgestellt, und ein Haftbefehl für George Veck, einen weiteren Komplizen Hammonds, erlassen. Dieser hatte zuvor ebenfalls im Telegraphenbüro gearbeitet, war aber wegen „unangemessenen Umgangs“ mit den Botenjungen entlassen worden. Aufgrund eines Hinweises, den die Polizei von einem Jugendlichen erhielt, den sie in seiner Unterkunft fanden, konnte Veck im Bahnhof Waterloo in London festgenommen werden. In seinen Taschen wurden Briefe eines Algernon Allies gefunden. Abberline schickte Constable Hanks, um Allies in dessen Elternhaus in Sudbury, Suffolk zu befragen. Allies gab zu, Geld von Lord Somerset erhalten zu haben, mit ihm eine sexuelle Beziehung unterhalten zu haben und in der Cleveland Street für Hammond gearbeitet zu haben.
Die Einzelheiten des Falles wurden zwischen verschiedenen Regierungsstellen hin und her gereicht, und obwohl Somerset zweimal verhört wurde, wobei er jede Beteiligung leugnete, wurde zunächst nichts unternommen. Die Behörden ließen sich viel Zeit, um auf die Anschuldigungen zu reagieren und diese zu überprüfen. Die Angelegenheit wurde auf höchster Ebene vertuscht, um die Kunden aus der Oberschicht zu schützen, Somerset wurde von Augustus Keppel Stephenson, dem Leiter der Strafverfolgungsbehörden, genug Zeit gegeben, auf den Kontinent zu fliehen.
Für ihre Kooperation erhielten Newlove und Veck am 18. September, nachdem sie sich wegen unsittlichem Verhaltens schuldig bekannt hatten, ein reduziertes Strafmaß von vier bzw. neun Monaten schwerer Zwangsarbeit. Diese Urteile wurden für die damaligen Verhältnisse als sehr milde betrachtet. Hammond gelang die Flucht nach Frankreich und von dort nach Belgien; möglicherweise setzte er seine Flucht in die Vereinigten Staaten fort. Auf Anraten des Premierministers Lord Salisbury wurde kein Auslieferungsantrag gestellt, und die Anklage gegen Hammond wurde in aller Stille fallen gelassen.
Somerset kehrte am 30. September nach Großbritannien zurück, ohne dass seinetwegen etwas unternommen wurde. Einige Tage später starb seine Großmutter, und er nahm an ihrer Beerdigung teil. Gerüchte über seine Beteiligung am Skandal wurden laut, und er floh am 19. Oktober zurück nach Frankreich. Lord Salisbury wurde später beschuldigt, Somerset von der unmittelbar bevorstehenden Verhaftung durch Sir Dighton Probyn gewarnt zu haben, da dieser ihn am Abend zuvor getroffen hatte. Der Fürst von Wales äußerte Lord Salisbury gegenüber in einem Schreiben seine Zufriedenheit darüber, dass Somerset ermöglicht worden sei, das Land zu verlassen. Der Prinz fragte auch, ob Somerset unbehelligt bleiben würde, wenn er sich wieder nach England wagen würde, aber Lord Salisbury wurde von der Polizei ebenfalls unter Druck gesetzt, um Somerset zu verfolgen. Am 12. November wurde schließlich ein Haftbefehl gegen Somerset erlassen. Zu dieser Zeit war Somerset bereits auf dem Kontinent in Sicherheit und der Haftbefehl wurde von der Öffentlichkeit kaum beachtet. Somerset verbrachte den Rest seines Lebens in seinem selbstgewählten und angenehmen Exil im Süden Frankreichs.

## Öffentliche Reaktionen
Die Affäre wäre ohne den Journalisten Ernest Parke schnell aus dem öffentlichen Bewusstsein verschwunden, da die Presse kaum über die Geschichte berichtete. Parke, der Herausgeber der anrüchigen und radikalen Wochenzeitung The North London Press, bekam Wind von dem Geschehen, als einer seiner Reporter ihm von der Verurteilung Newloves erzählte. Parke begann zu hinterfragen, wieso die Botenjungen statt der üblichen zwei Jahre für „grob unsittliches Verhalten“ nur verhältnismäßig geringe Strafen abzuleisten hatten und wie es Hammond gelungen war, sich der Verhaftung zu entziehen. Seine Neugier war geweckt und er fand heraus, dass die Jungen prominente Aristokraten beschuldigt hatten, und veröffentlichte am 28. September einen Artikel, in dem er zwar Andeutungen diesbezüglich machte, aber keine konkreten Namen nannte. Am 16. November publizierte er eine Fortsetzung der Geschichte und benannte Euston als Beteiligten an dem „unbeschreiblich verabscheuenswerten Skandal in der Cleveland Street“. Er mutmaßte, Euston sei eventuell nach Peru gegangen und ihm sei die Flucht erlaubt worden, um die Beteiligung eines noch höherrangigen Adeligen zu vertuschen. Manche glaubten, diese Person sei Prince Albert Victor gewesen, der Sohn des Fürsten von Wales.
Der Earl of Euston war tatsächlich immer noch in England und zeigte Parke umgehend wegen Verleumdung an. Während der Verhandlung gab der Earl zu, dass er bei einem Gang über den Piccadilly eine Karte von einem Werber zugesteckt bekommen hatte, auf der „Poses plastiques. C. Hammond, 19 Cleveland Street“ zu lesen war. Im Glauben, dass sich Poses plastiques auf die Zurschaustellung nackter Frauen bezog, gestand Euston ein Pfund bezahlt zu haben und in das Haus gegangen zu sein. Bei seinem Eintreten sei er von dem unsittlichen Verhalten angewidert gewesen und habe das Haus sofort wieder verlassen. Die Zeugen der Verteidigung widersprachen sich, konnten Euston nicht eindeutig beschreiben oder ihn identifizieren. Parke wurde schuldig gesprochen und zu zwölf Monaten Gefängnis verurteilt. Ein wichtiger Historiker, der sich mit Homosexualität befasste, H. Montgomery Hyde, schrieb später, dass es nur wenig Zweifel daran gab, dass Euston die Wahrheit gesagt hatte und wirklich nur wegen der Karte irrtümlich die Cleveland Street besucht hatte.
Die Karriere des Richters Henry Hawkins verlief genau wie die der beteiligten Anwälte überaus positiv. Die beiden Anklagevertreter, Charles Russell und Willie Mathews, wurden später als Lord Chief Justice berufen bzw. zum Leiter der Strafverfolgungsbehörden ernannt. Der Verteidiger Frank Lockwood wurde später zum Kronanwalt ernannt, sein Assistent Herbert Henry Asquith wurde 20 Jahre später Premierminister des Vereinigten Königreiches.
Während Euston durch die Verurteilung Parkes von dem Verdacht reingewaschen wurde, wurde Parkes Beschuldigung, dass Newlove und Somersets Anwalt Artur Newton zur Behinderung der Justiz zusammengearbeitet hätten, in einem am 12. Dezember begonnenen Prozess bestätigt. Es wurde behauptet, dass er Charles Hammond gewarnt und ihm bei der Flucht außer Landes geholfen habe, um seine Aussage gegen Kunden des Bordells zu verhindern. Newton wurde von Charles Russell, dem Ankläger im Falle Parkes, verteidigt, während der Ankläger von Sir Richard Webster, dem Generalstaatsanwalt, vertreten wurde. Newton bekannte sich in einer von sechs gegen ihn erhobenen Anklagen schuldig und behauptete die Flucht nur unterstützt zu haben, um seine Klienten vor möglichen Erpressungsversuchen zu schützen. Die Jury akzeptierte sein Geständnis, und der Richter, Mr. Justice Cave, verurteilte ihn zu sechs Wochen Gefängnis. Es wurde ebenfalls angeregt, dass Newton die Gerüchte über Prince Albert Victor in die Welt gesetzt habe, um seine Klienten von der Verfolgung zu schützen, indem er durch die angebliche Beteiligung des Prinzen eine Vertuschung durch die Behörden erzwang. Staatliche Unterlagen und Akten zu dem Fall geben allerdings außer der Drohung Newtons, den Prinzen bloßzustellen, keine weiteren Hinweise auf eine Beteiligung des Prinzen. Persönliche Briefe von Somerset an seinen Freund Lord Esher bestätigen, dass Somerset die Gerüchte bekannt waren. Er schrieb: „Ich kann verstehen, dass der Fürst von Wales verärgert ist, weil der Name seines Sohnes mit der Sache in Zusammenhang gebracht wird … Wir wurden beide beschuldigt, diesen Ort aufgesucht zu haben, jedoch nie gemeinsam … Ich frage mich, ob es wirklich eine Tatsache oder nur eine Erfindung ist.“ Falls die Geschichte wirklich von Newton erfunden worden war, war die Taktik erfolgreich. Sechzig Jahre später erfuhr der offizielle Biograph König Georges V., Harold Nicolson, durch Baron Goddard, der zur Zeit des Skandals noch ein 12-jähriger Schuljunge gewesen war, dass Albert Victor „in eine Sache mit einem Bordell für Männer verwickelt war und dass der Anwalt einen Meineid begehen musste, um ihn heraus zu halten“. Die Gerüchte führten spätere Biographen zu der Annahme, dass Albert Victor bisexuell gewesen sei, allerdings wird dieser Darstellung von anderen heftig widersprochen, die ihn als „feurigen Heterosexuellen“ bezeichnen und seine Einbeziehung in die Gerüchte als „unfair“ betrachten.

Henry du Pré Labouchère (rechts) mit Charles Bradlaugh

Nach Newtons Geständnis wurde im Parlament vorgeschlagen, die Behauptungen Parkes wegen einer Vertuschung weiter zu untersuchen. Henry du Pré Labouchère, ein Mitglied des Parlaments aus dem radikalen Flügel der Liberal Party und eingefleischter Homophober, beobachtete diese Bewegung mit großem Interesse. Nachdem er erfolgreich die Kampagne zur Einbringung des Zusatzes des „grob unsittlichen Verhaltens“ (Labouchere Amendment) in den Criminal Law Amendment Act of 1885 geführt hatte, war er überzeugt, dass die Verschwörung, die notwendig war, um den Skandal zu vertuschen, weit höher in die Regierungskreise reichte als allgemein angenommen. Labouchère erläuterte seinen Verdacht dem Parlament am 28. Februar 1890. Er bezweifelte zwar, dass ein sehr hochrangiges Mitglied der Gesellschaft – vermutlich meinte er Prinz Albert Victor – in irgendeiner Form am Skandal beteiligt war, beschuldigte aber die Regierung der Verschwörung. Sie habe den geregelten Gang der Justiz umgangen, indem Somerset die Flucht erlaubt worden sei, habe die Untersuchungen behindert, die Gerichtsverhandlungen verzögert und den Fall nicht mit der nötigen Vehemenz verfolgt. Trotz einer beachtlichen und oftmals leidenschaftlichen Debatte, in deren Verlauf Labouchère wegen Beleidigung des Premierministers aus dem Parlament ausgeschlossen wurde, da er sich weigerte seine Bemerkung zurückzunehmen, wurde der Vorschlag mit einer großen Mehrheit abgelehnt.

## Folgen des Skandals
Das öffentliche Interesse flaute langsam ab. Der Skandal förderte die Vorstellung, dass männliche Homosexualität ein in aristokratischen Kreisen verbreitetes Laster sei, das die unschuldigen Jugendlichen der unteren Bevölkerungsschichten verderbe, die durch die Botenjungen dargestellt wurden. Diese Auffassung erreichte während des Skandals von 1895 ihren Höhepunkt, in den Oscar Wilde verwickelt war, der nach einer Affäre mit Lord Alfred Douglas zu zwei Jahren Zwangsarbeit wegen grob unsittlichen Verhaltens verurteilt wurde.